# Denkmal für die Truppe im Brezovica-Wald
Koordinaten: 45° 30′ 9,3″ N, 16° 27′ 29,6″ O

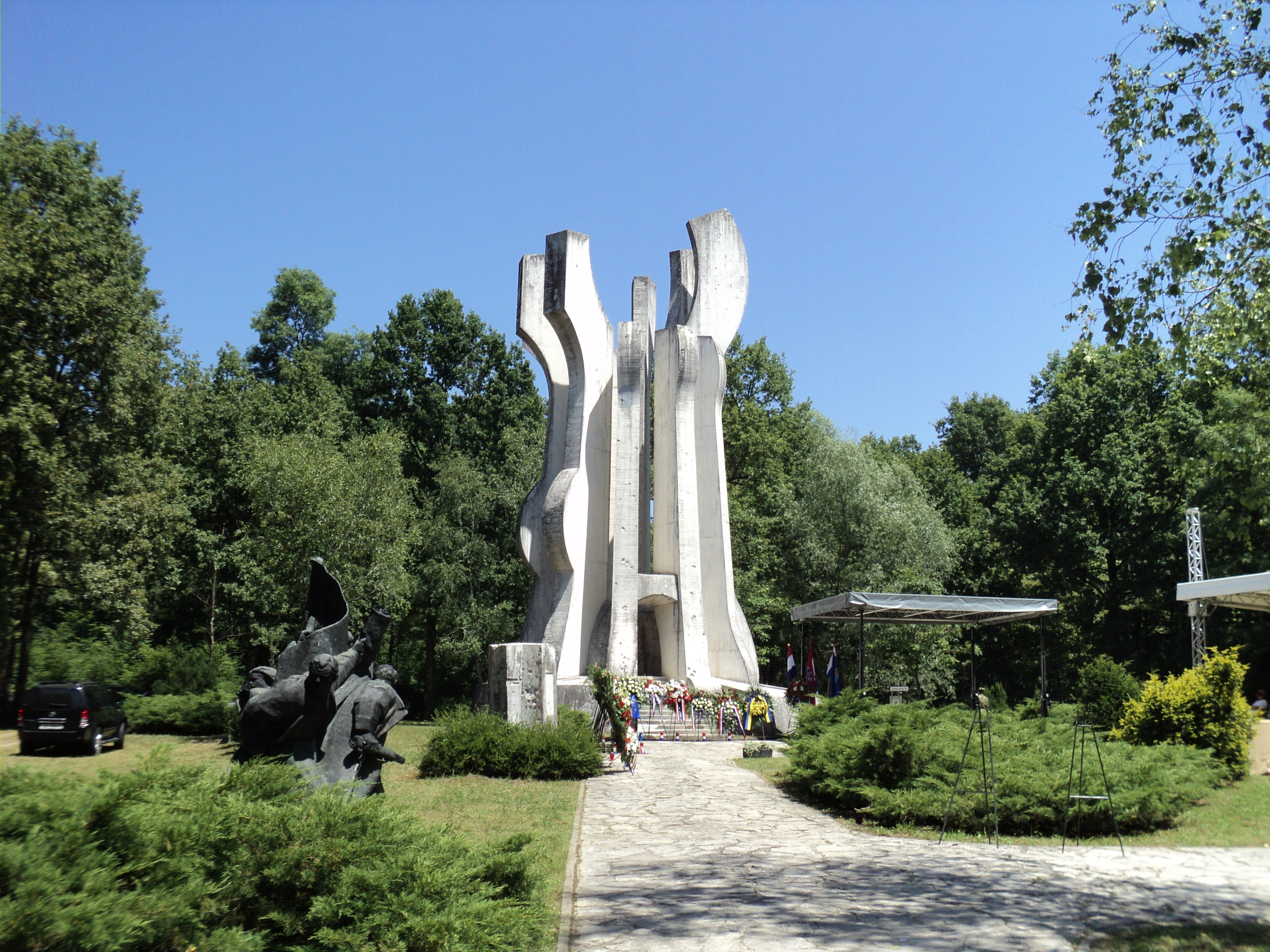
Denkmal für die Truppe im Brezovica-Wald (2011)

Das Denkmal für die Truppe im Brezovica-Wald, auch Brezovica-Gedenkpark (serbokroatisch Spomen-park Brezovica), ist eine Gedenkstätte für die am 22. Juni 1941 unter einer Ulme gegründete Sisaker Partisanenabteilung, die erste bewaffnete antifaschistische Partisanengruppe im besetzten Jugoslawien. Der Gedenkpark liegt im Brezovica-Wald im Gemeindegebiet von Hrastelnica, einem Dorf bei Sisak in Kroatien.

## Beschreibung

### Gesamtanlage mit Denkmal
Das Denkmal befindet sich etwa drei Kilometer östlich des Dorfes Hrastelnica, auf dessen Gemeindegebiet es liegt. Erschlossen wird es allerdings durch von der nur etwa einen Kilometer südwestlich befindlichen Ortschaft Novo Selo Palanječko, von der eine Straße zur Anlage führt.

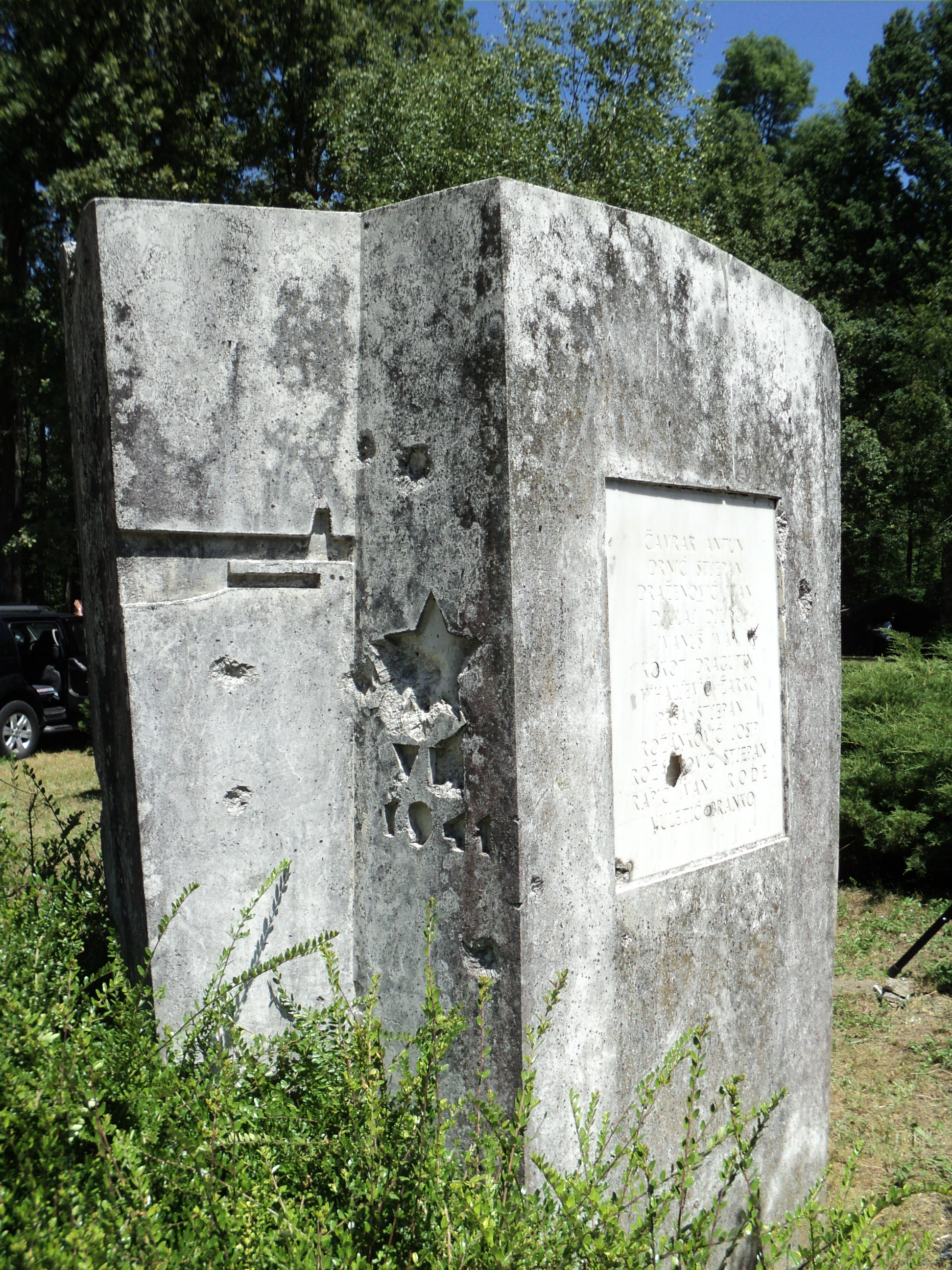
Betonstele (2011)

Die Anlage ist eine kleine parkähnlich gestaltete Lichtung in einem Nadelwald. In der Achse der zur Anlage führenden Straße liegt am nordöstlichen Ende der Lichtung das zentrale Denkmal, dem ein Platz mit einer mittigen angelegten Grünfläche vorgelagert ist. Der trapezförmige Platz liegt leicht östlich versetzt von der Straßenachse. Der Platz ist mit unregelmäßig geformten Natursteinen gepflastert und an den Ecken und zur mittigen Grünfläche hin abgerundet.
Das zentrale Denkmal besteht aus zehn, unterschiedlich hohen kreisförmig angeordneten Stahlbetonpfeilern mit rechteckigem Grundriss. Die nach außen zeigende Seite der Pfeiler verjüngt sich allerdings von der Basis aus, bevor sie an ihrem oberen Ende nach außen bogenförmig abknicken. Sie erwecken damit den Eindruck eines einzelnen, durchbrochenen Pfeilers mit verdickter Basis und einer runden, fast kügelförmigen Bekrönung. Mindestens zwei der Pfeiler haben zudem aufgesetzt erscheinen kreissegmentförmige Verdickungen an ihrer Außenseite. Zwischen den Pfeilern gibt es mehrere Treppen, die ermöglichen, dass Denkmal von Innen zu betrachten. Über den Treppen sind die Pfeiler mit Segmentbögen verbunden, so dass Eingänge entstehen.

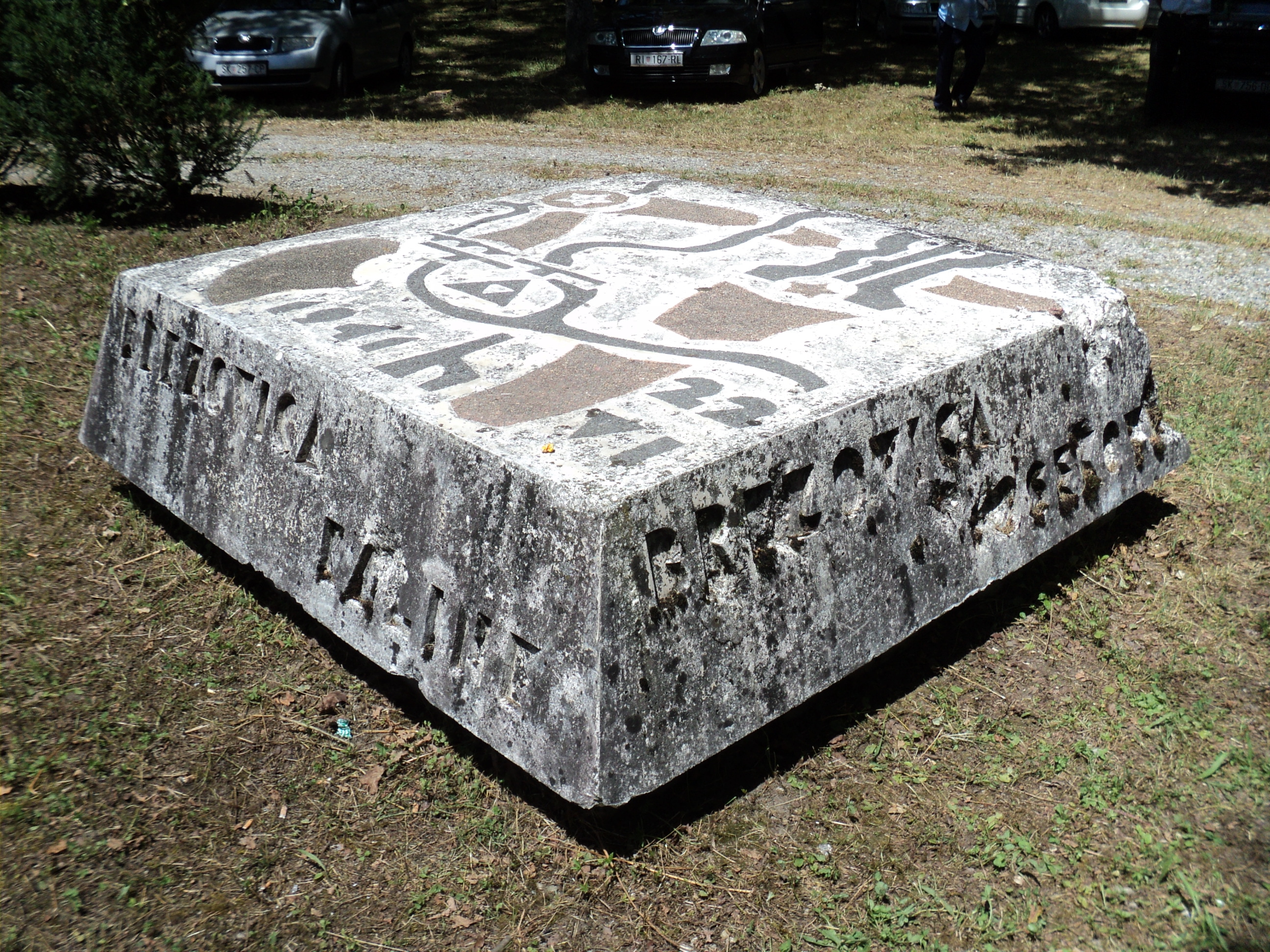
Betonstein mit Lageplan (2011)

Im Inneren des Monuments, wo eine etwa drei Meter hohe Betonwand die Pfeiler verbindet, befand sich eine große stilisierte Bronzefaust, sowie elf faustförmige Platten mit den Namen der Kämpfer der Sisak-Befreiungseinheit. Im Inneren befand sich zudem die Inschrift „Von der Wahrheit der Menschen kommen wir, für die Wahrheit der Menschen leben wir.“, die aus einem Gedicht von Jure Kaštelan (1919–1990) stammte.
Südwestlich vor dem zentralen Denkmal befindet sich eine etwa zweieinhalb Meter hohe Betonstele mit polygonalem Grundriss, auf der die zwölf Namen der Gründer der Sisaker Partisanenabteilung stehen. Nordwestlich des Denkmals existiert noch ein flacher Stein, auf dem sich ein Mosaik mit dem Plan der Umgebung befindet.

### Skulptur „Aufstand“

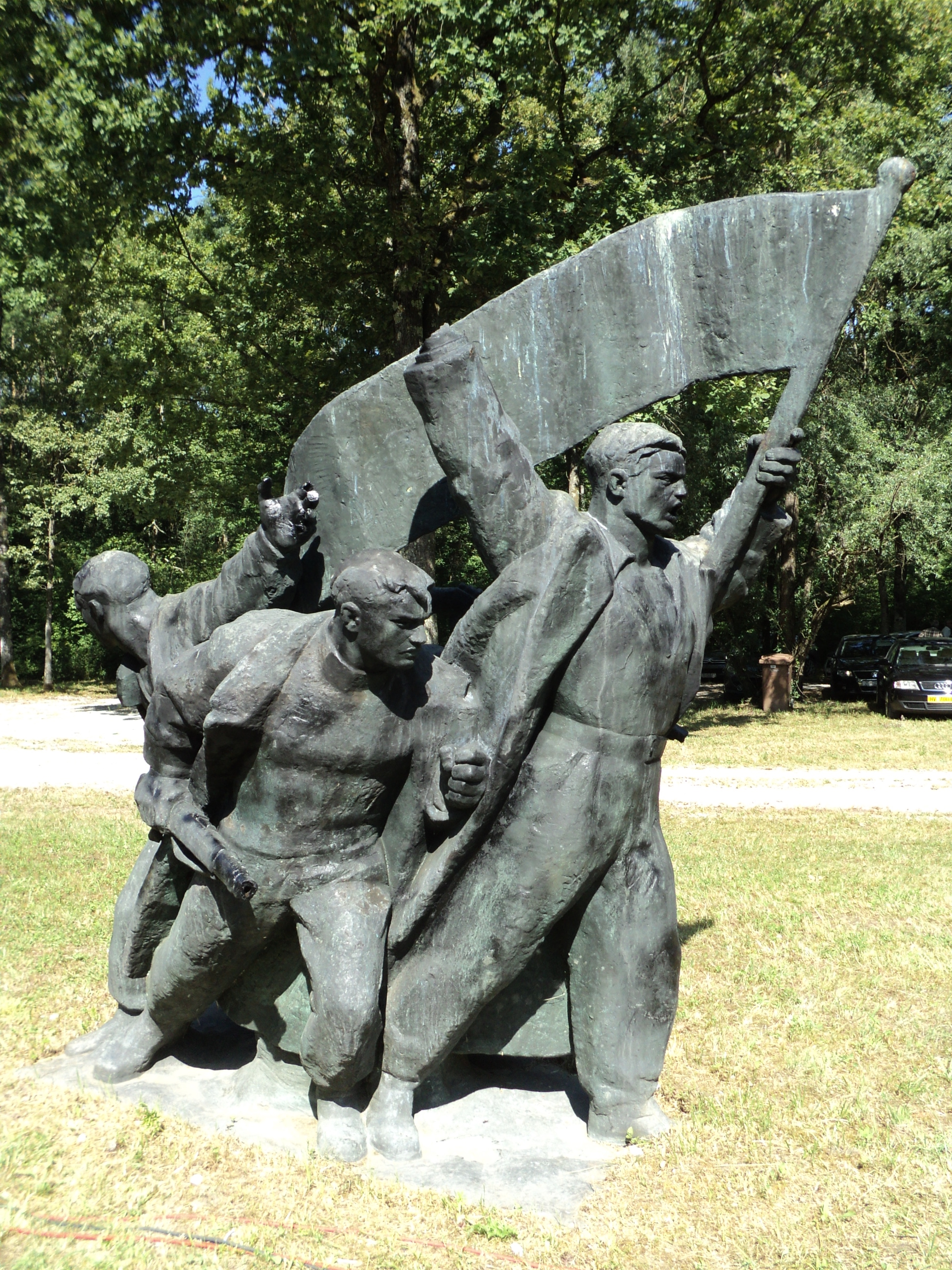
Bronzeskulptur „Aufstand“ mit Beschädigungen (2011)

Nicht Teil der ursprünglichen Anlage, sondern später ergänzt und mittlerweile wieder verschwunden ist die Bronzeskulptur „Aufstand“, die sich westlich vom Platz aus der Wiese befand. Die Skulptur zeigt vier hintereinander gestaffelt angeordnete Figuren, von denen die vorderste eine Flagge in der linken Hand hält. Die männliche Figur steht breitbeinig mit den Händen erhoben, wodurch ihre sich öffnende Jacke den Blick auf seine gespannte Brust freigibt. Ihr Mund ist offen und der Blick geradeaus. Links hinter ihr eine sich etwas duckende männliche Figur mit der linken Hand zur Faust geballt und in der rechten ein Gewehr haltend. Ihr Blick ist in dieselbe Richtung wie der vorderen Figur fokussiert. Direkt hinter ihm eine dritte männliche Figur. Sie streckt die linke Hand aus, der Daumen, Zeige- und Mittelfinger zeigt in die Blickrichtung der anderen männlichen Figuren. Der Mund ist geöffnet und der Blick leicht nach unten gesenkt. Rechts hinter der vordersten Figur mit Flagge befindet sich die einzige weibliche Figur. Wie alle Figuren ist ihr Körper nach vorne ausgerichtet, ähnlich der hinteren männlichen Figur ist allerdings ihr Kopf leicht nach hinten verdreht.

## Geschichte
Bereits 1959 wurde ein kleines Denkmal errichtet und an dem angeblich exakten Gründungsort der Einheit eine Ulme gepflanzt. Nach dem Fall der Ulme Ende der 1970er Jahre wurde der Ruf nach einem dauerhafteren Denkmal laut. Das Denkmal wurde 1981 vom jugoslawischen Bildhauer Želimir Janeš (1916–1996) entworfen und am 22. Juni 1981 enthüllt.
Zu einem unbekannten Zeitpunkt, vielleicht während der Jugoslawienkriege, wurde die Bronzefaust und die Bronzetafeln im Inneren des Denkmals entfernt, sowie die Inschrift zerstört.
Seit 1991 befand sich auf dem Gelände die Bronzeskulptur „Aufstand“ des jugoslawischen Künstler Frano Kršinić von 1955. Sie befand sich ursprünglich im Stadtzentrum von Sisak und wurde 1991 zu der Gedenkstätte gebracht. Zwischen 2008 und 2014 wurde die Bronze immer wieder beschädigt und Teile davon abgetrennt. Im Mai 2014 wurden die übergebliebenen Elemente schließlich in mehrere Stücke zerschlagen und ganz gestohlen. Einige Monate später konnte die Polizei die Bruchstücke finden. Eine Restaurierung ist geplant, wurde aber bisher nicht vorgenommen (Stand: 2016).